# Astronautes malgré eux
Série En route vers…
En route vers Bali
(1952)
Pour plus de détails, voir Fiche technique et Distribution.
Astronautes malgré eux (The Road to Hong Kong) est un film britannique réalisé par Norman Panama, sorti en 1962.

## Synopsis
Chester et Harry sont poursuivis par les services secrets soviétiques qui veulent récupérer une formule secrète détruite, mais restée en mémoire dans le cerveau de Chester. Ce dernier l'ayant oubliée, tous deux se retrouvent à bord d'une fusée envoyée sur la Lune...

## Fiche technique
- Titre original : The Road to Hong Kong
- Titre français : Astronautes malgré eux
- Réalisation : Norman Panama
- Scénario : Norman Panama et Melvin Frank
- Direction artistique : Roger Furse, Syd Cain (en), Bill Hutchinson
- Décors : Maurice Fowler
- Costumes : Anthony Mendleson
- Photographie : Jack Hildyard
- Son : Buster Ambler, Bob Jones
- Musique : Robert Farnon
- Chorégraphie : Jack Baker et Sheila Meyers
- Montage : Alan Osbiston, John Victor Smith
- Production : Melvin Frank
- Société de production : Melnor Films
- Société de distribution : United Artists
- Pays d'origine :  Royaume-Uni ( États-Unis[1] ?)
- Format : Noir et blanc — 35 mm — 1,66:1 — son Mono (Westrex Recording System)
- Genre : Comédie de science-fiction
- Durée : 91 minutes
- Date de sortie : 
  - Finlande : 27 avril 1962
  - États-Unis : 22 mai 1962
  - France : 6 juin 1962

## Distribution
- Bing Crosby (VF : René Fleur) : Harry Turner
- Bob Hope (VF : Yves Furet) : Chester Babcock
- Joan Collins (VF : Nadine Alari) : Diane
- Dorothy Lamour (VF : Lita Recio) : Elle-même
- Robert Morley (VF : Richard Francœur) : Chef du 3e échelon
- Walter Gotell (VF : Henry Djanik) : Dr. Zorbb
- Felix Aylmer : Grand Lama
- Peter Sellers (VF : Roger Carel) : Le neurologue
- Alan Gifford : Le diplomate américain
- Zsa Zsa Gabor : Caméo
- Dean Martin (VF : Jean-Claude Michel) : Caméo
- David Niven : Caméo
- Frank Sinatra : Caméo
- Peter Madden (non crédité) : Lama Slim
- Roger Delgado : Jhinnah

## Autour du film
- Ce film est le 7e et dernier d'une série de films avec Bing Crosby, Bob Hope et Dorothy Lamour :
  - 1940 : En route vers Singapour (Road to Singapore)
  - 1941 : En route vers Zanzibar (Road to Zanzibar)
  - 1942 : En route vers le Maroc (Road to Morocco)
  - 1946 : En route vers l'Alaska (Road to Utopia)
  - 1947 : En route vers Rio (Road to Rio)
  - 1952 : En route vers Bali (Road to Bali)
  - 1962 : Astronautes malgré eux (The Road to Hong Kong)